# نهر إيرفين
نهر إيرفين (بالإنجليزية: River Irvine)‏ (بالغيلية الإسكتلندية: Irbhinn)، هو نهر يتدفق عبر جنوب غرب إسكتلندا.

## وصلات خارجية
- Video and commentary at Water Meetings confluence of the Annick & Glazert Waters
- Maps at the National Library of Scotland
- 1860 OS Maps
- A Researcher's Guide to Local History terminology